# Picco (Film)
Picco ist ein deutscher Kinofilm aus dem Jahr 2010. Regie führte Philip Koch, der auch das Drehbuch verfasste. Koch greift darin den Foltermord in der Justizvollzugsanstalt Siegburg im Herbst 2006 auf.

## Handlung
Als Neuling (Picco) kommt Kevin in eine Zelle mit drei anderen Jugendlichen. Während Tommy ähnlich passiv wie er selbst ist und kaum eingreift, bekommt er durch Marc und Andy von Anfang an Gewalt und Erniedrigung zu spüren. Er will sich zu Beginn noch nicht anpassen und glaubt an „das Gute im Menschen“. Die Mithäftlinge, insbesondere Tommy, machen ihm jedoch langsam klar, dass er seine Haftzeit so nicht durchstehen wird, sondern dass er sich dem System anpassen muss, um aus der Opferrolle herauszukommen.
Als durch einen Zufall herauskommt, dass Juli, ein Insasse, mit dem er sich kurz zuvor angefreundet hat, auf einem „Schwulenstrich“ verhaftet wurde, wird dieser von den anderen Häftlingen nun regelmäßig verbal gedemütigt und schlussendlich sogar vergewaltigt, wobei Tommy und Kevin Zeuge sind, jedoch aus Angst vor eigenen Schikanen wegsehen. Nachdem Juli die ständigen Peinigungen nicht mehr erträgt, begeht er schließlich Selbstmord. Darauf kommt es zum Streit zwischen Tommy und Kevin, da Kevin an Tommys Gewissen appelliert, dieser Gedanken an Schuld jedoch nicht zulassen möchte („Jeder ist für sich selber verantwortlich“). Als Kevin nun wieder einmal selbst gedemütigt werden soll, ergreift er die Chance, die Demütigung auf seinen Zellenkameraden Tommy zu lenken und so seinen eigenen Kopf aus der Schlinge zu ziehen.
Während er selbst vorerst nur als Zuschauer auftritt, legt er sich später selbst mit Tommy an. Die Gewaltspirale um Tommy steigert sich. Schließlich beschließen Marc und Andy, sie würden gerne seinen Selbstmord sehen. Während die beiden ihn dazu immer weiter drängen und seelisch wie körperlich fertig machen, versucht Kevin anfangs, dies zu verhindern oder sich zumindest herauszuhalten. Als Tommy nicht freiwillig Suizid begeht, verlangen Marc und Andy von Kevin, ihn umzubringen. Nachdem Kevin sich widersetzt, üben die beiden starken psychischen Druck auf ihn aus („er oder du“). Schließlich bricht er seine Prinzipien und bringt einen inszenierten Selbstmord zu Ende.
Die Schlussszene zeigt Kevin, Marc und Andy in ihrer Zelle, wo sie sich, offensichtlich alle drei vom schlechten Gewissen geplagt, über die Zukunft unterhalten.

## Rezeption
Der Film sorgte bei seiner Uraufführung auf dem Filmfestival Max Ophüls Preis 2010 wegen seiner Gewaltdarstellung für einen Eklat, wurde aber dennoch mit dem zweiten Hauptpreis des Festivals (Filmpreis des Saarländischen Ministerpräsidenten) ausgezeichnet. Wenige Monate später erhielt Picco eine Einladung in die Reihe Quinzaine des réalisateurs der 63. Filmfestspiele von Cannes.

## Kritiken
„Picco ist schlichtweg die deutsche Entdeckung des Jahres.“

„'Intensität' trifft es sowas von auf den Punkt. ‚Picco‘ ist beklemmend bis zur Unerträglichkeit. Eine brillierende Jungdarstellerriege wird aufeinander losgelassen und heraus kommt das Grauen. Ein kleines Meisterstück.“

„Der mit Abstand packendste deutsche Film des Jahres.“

„Picco tut weh, ist unbarmherzig und grausam. Ein schlicht großartiger Film!“

„Wer es aushält, wird mit dem konsequentesten deutschen Beitrag in Cannes belohnt.“

„Ein intensives, produktiv unangenehmes Kammerspiel, das einen auch nach Tagen nicht losließ – und dies nicht allein aus sozialpädagogischer Beunruhigung.“

## Auszeichnungen
- 2011: New Faces Award 2011 (Bester Debütfilm)
- 2010: Prädikat: Besonders Wertvoll (Filmbewertungsstelle Wiesbaden)
- 2010: Nominierung für den First Steps Award (Bester Film, Beste Kamera)
- 2010: Fünf Seen Filmpreis – Silberne Schale
- 2010: Friedenspreis des Deutschen Films – Die Brücke (Nachwuchspreis)
- 2010: Nominierung für den Nachwuchspreis Caméra d’Or bei den 63. Filmfestspielen von Cannes
- 2010: Preis des Saarländischen Ministerpräsidenten beim Filmfestival Max Ophüls Preis
- 2010: Gewinn des German Independence Award – Bester deutscher Film beim Internationalen Filmfest Oldenburg